# Suikermolen

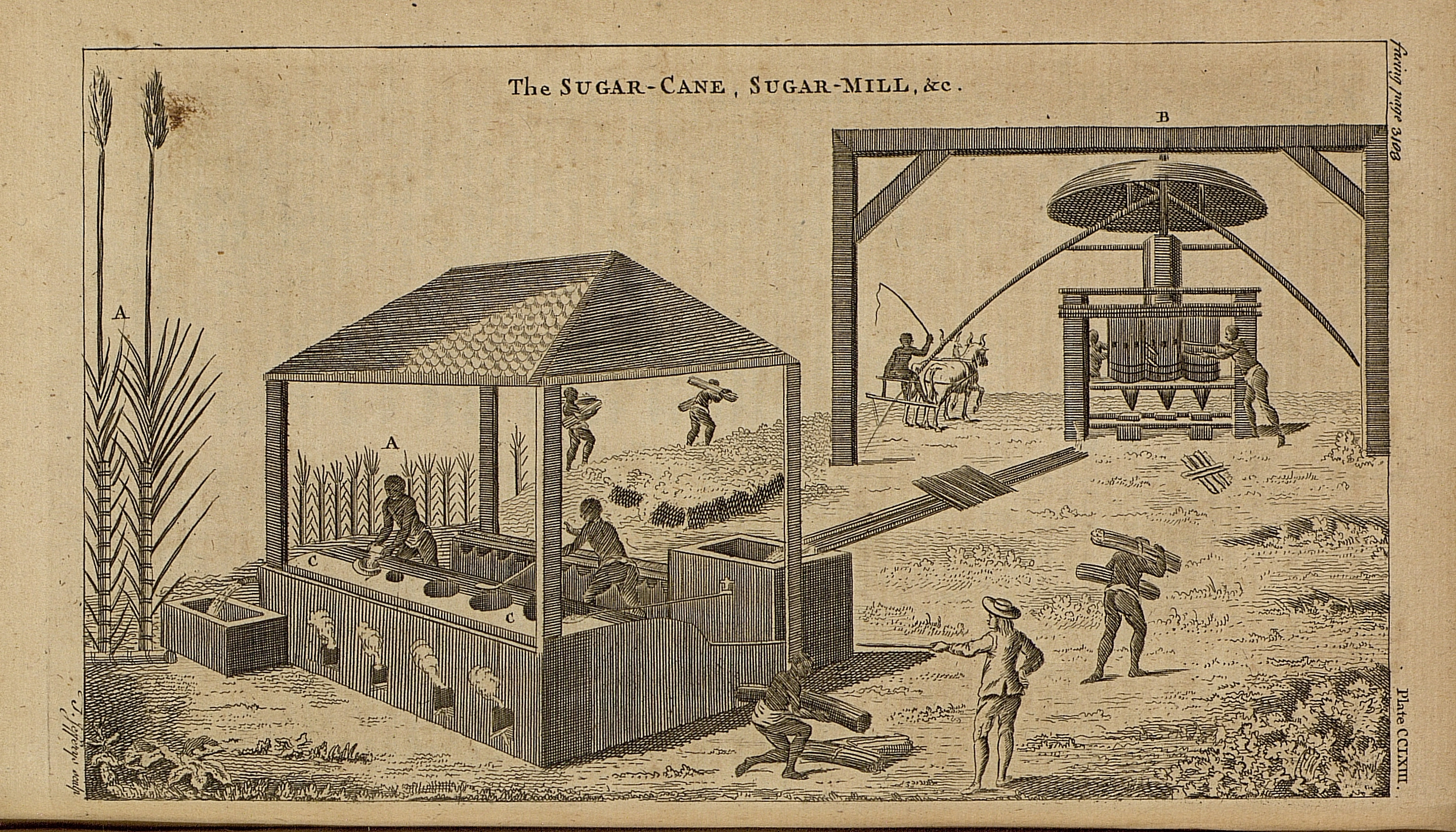
Suikermolen met kokerij, 1763

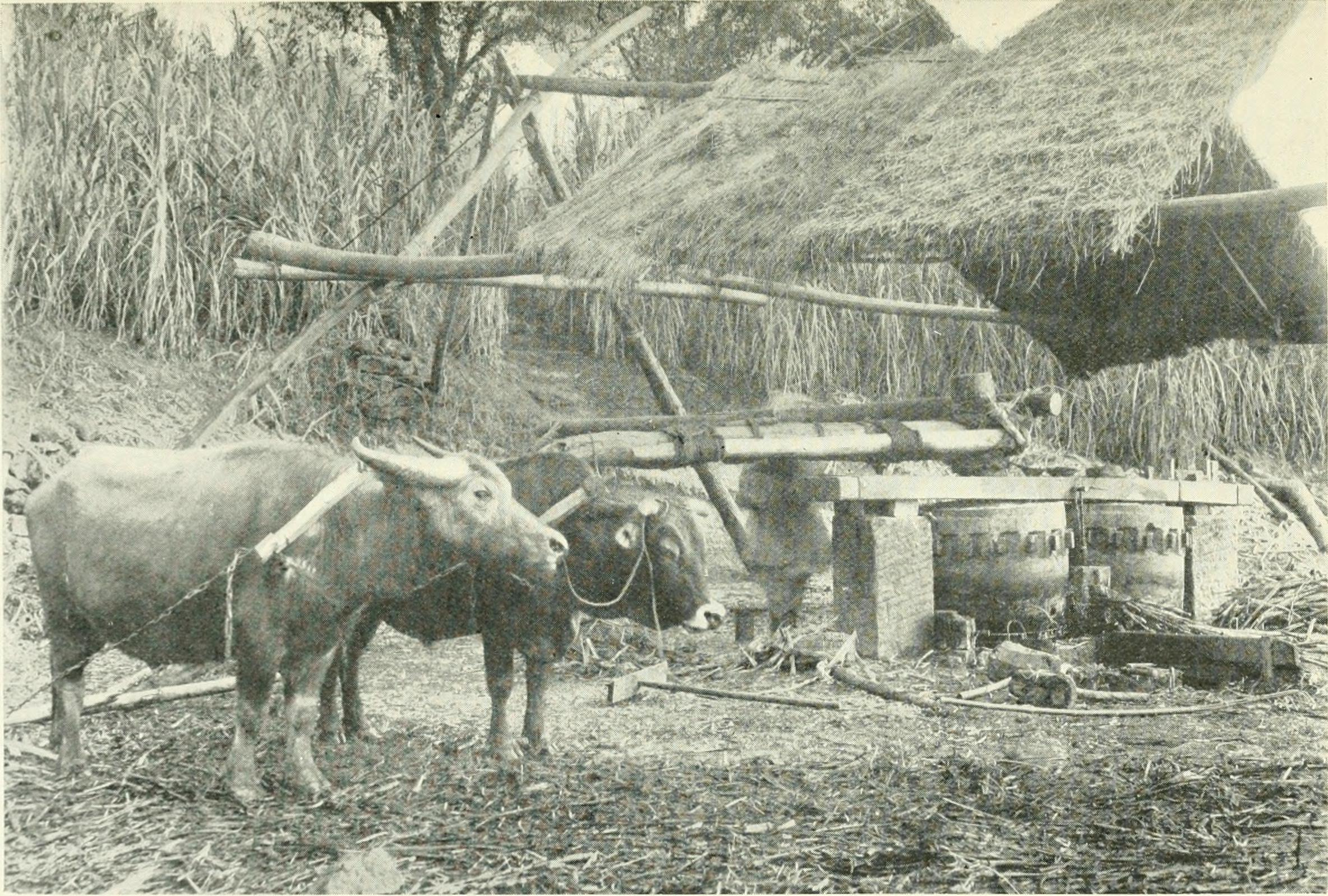
Suikermolen aangedreven door karbouwen in China in 1902

Een suikermolen is een grote pers met draaiende rollen waartussen vers gekapt suikerriet wordt gebroken om er het sap uit te persen. Dit sap wordt daarna in het kookhuis ingedikt door het te koken tot er ruwe suiker ontstaat. Suikerproductie was een belangrijke economische activiteit in de koloniën van de Europese mogendheden. De klassieke suikermolens werden aangedreven met de hand, met behulp van ossen of door waterkracht en in de negentiende eeuw steeds vaker door een stoommachine.

## Geschiedenis
De techniek om suiker te raffineren kwam oorspronkelijk uit China. De VOC kocht de suiker op de markt van Bantam. Na de oprichting van Batavia werden plantages opgezet in de Bataviasche Ommelanden, geleid door Chinese ondernemers. Vanouds vond hier zowel de rietteelt als de raffinage plaats omdat de verwerking van riet in de suikermolen en het koken in de suikeroven vanwege de beperkte houdbaarheid zonder veel tijdsverlies diende te gebeuren. De molens werden uit China geïmporteerd. Ze bestonden uit twee verticaal cilindervormige stenen, aangedreven door twee karbouwen. De stengels werden een voor een tussen de cilinders doorgehaald, meestal tweemaal. 
In het kookhuis stonden ingemetselde ketels. Hierbij werd het sap gekookt. Om het te zuiveren vond dit in tweemaal plaats waarbij het sap werd overgeheveld naar een tweede ketel. Hierna werd het sap boven een vuur gehangen waarbij kristallisatie plaatsvond. De stroperige kristalmassa werd vervolgens in suikerconen gegoten waarbij de melassestroop beneden weglekte. De bovenste laag suiker werd bij dit proces vrij wit, de onderste bleef vrij bruin. Van de melasse werd bij omliggende stokerijen arak gemaakt. 
De productie van suiker was een arbeidsintensief en energie-intensief proces. In de 18e eeuw werkten in Nederlands-Indië in de oogstperiode per rietmolen ongeveer tweehonderd mensen, 60 Chinezen voor de raffinage en 140 Javanen voor de rietoogst. In Suriname werden slaafgemaakten gebruikt, op plantage Catharina Sophia waren dat er alleen al ruim zeshonderd. Suikerriet was het voornaamste gewas dat op de Surinaamse plantages werd verbouwd. Omdat suiker, toen ook wel het witte goud genoemd, schaars en gewild was in Europa, was de teelt van suikerriet in elk geval tot het midden van de 18 de eeuw een zeer lucratieve activiteit. Het suikerriet moest zo snel mogelijk nadat het gekapt was worden geperst in een suikerrietpers of suikermolen.
Het belang van de suikermolen nam af nadat raffinage van suikerbiet uitgevonden werd. In de koloniën nam men vervolgens de voor suikerbiet in Europa ontwikkelde technieken over.

## Afbeeldingen

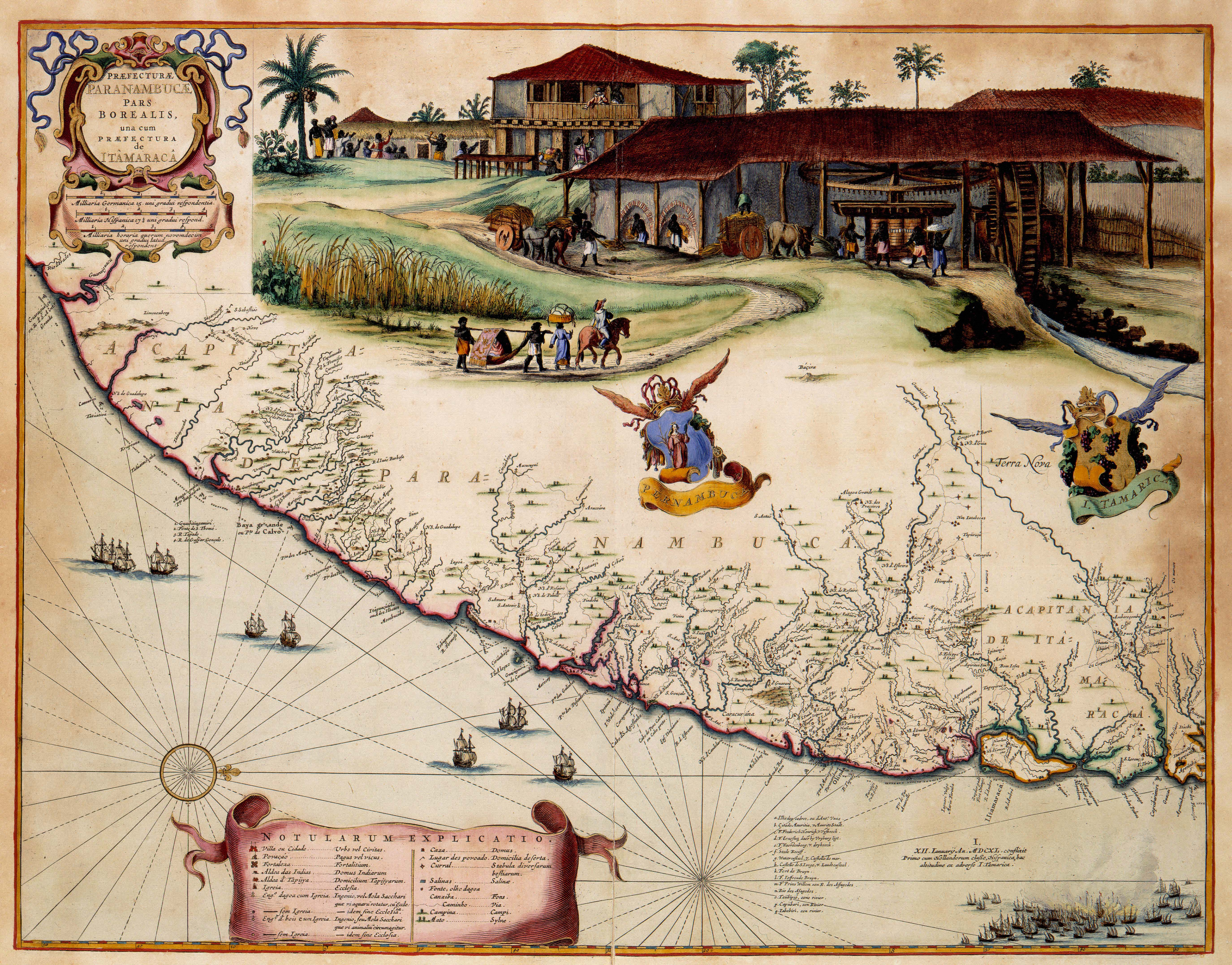
Suikermolen op waterkracht in Nederlands-Brazilië
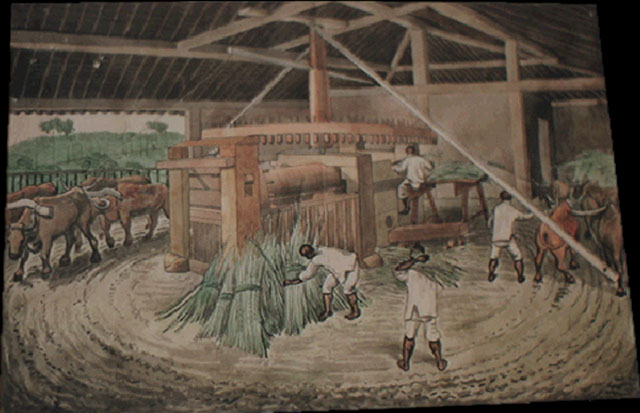
Suikermolen met ossen, 1840
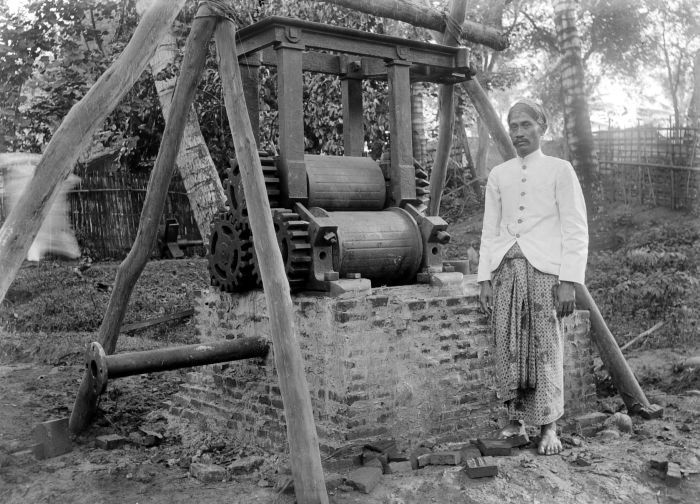
Suikerrietmolen in Nederlands-Indië
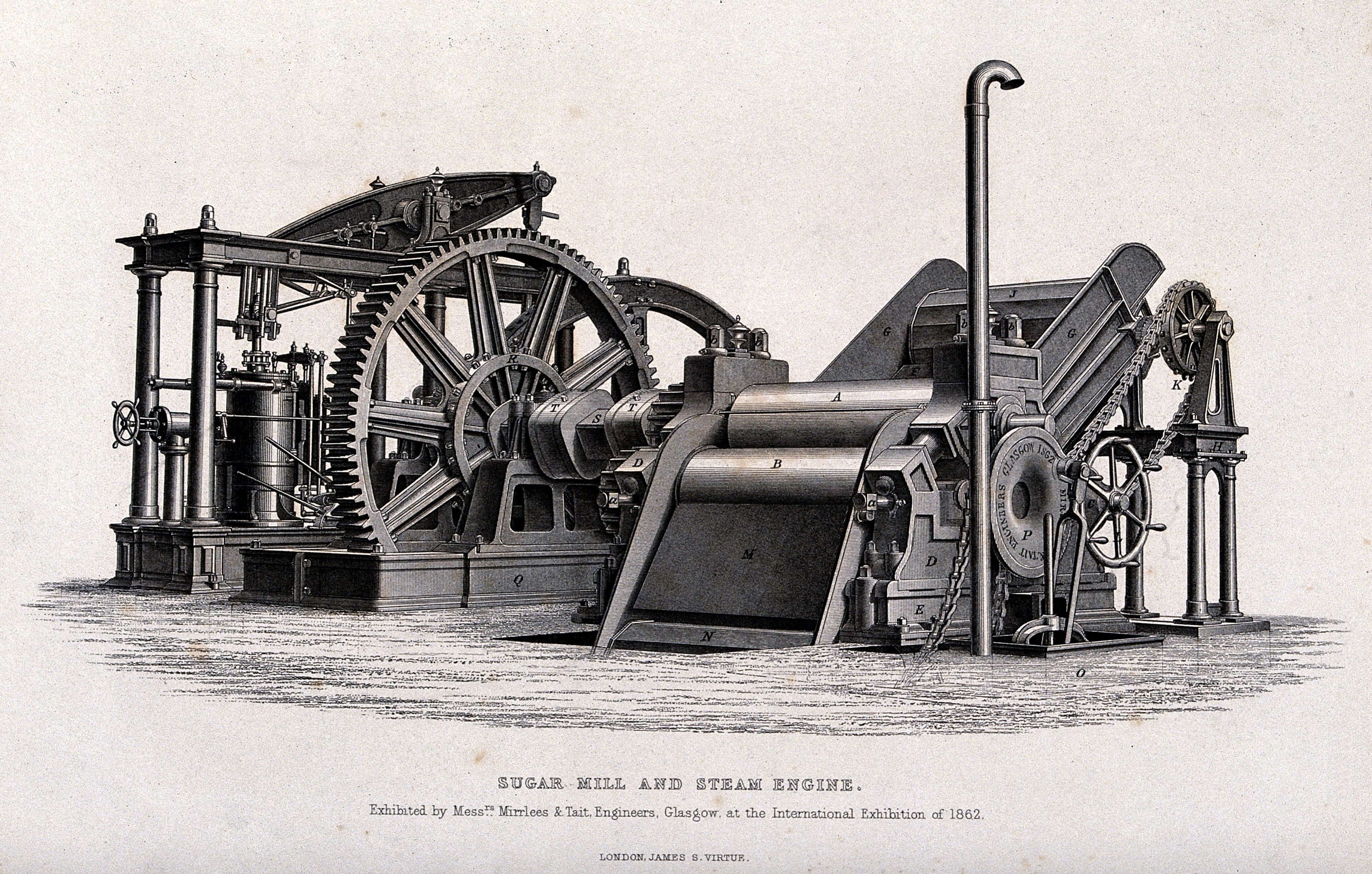
Suikermolen op stoomkracht, 1862